# Сан-Каетано (Северный Сантандер)
Сан-Каетано (исп. San Cayetano) — город и муниципалитет в северо-восточной части Колумбии, на территории департамента Северный Сантандер. Входит в состав Агломерации Кукуты.

## История
Поселение, из которого позднее вырос город, было основано 22 мая 1773 года. В 1875 году Сан-Каетано был полностью разрушен землетрясением, но позднее восстановлен на прежнем месте.

## Географическое положение

Муниципалитет Сан-Каетано

Город расположен в восточной части департамента, на левом берегу реки Сулии, на расстоянии приблизительно 8 километров к западу от города Кукута, административного центра департамента. Абсолютная высота — 240 метров над уровнем моря.
Муниципалитет Сан-Каетано граничит на севере с территорией муниципалитета Эль-Сулия, на северо-востоке и востоке — с муниципалитетом Кукута, на юге — с муниципалитетом Бочалема, на юго-западе — с муниципалитетом Дурания, на западе — с муниципалитетом Сантьяго. Площадь муниципалитета составляет 144 км².

## Население
По данным Национального административного департамента статистики Колумбии, совокупная численность населения города и муниципалитета в 2015 году составляла 5424 человека.
Динамика численности населения муниципалитета по годам:
| 2005 | 2006 | 2007 | 2008 | 2009 | 2010 | 2011 | 2012 | 2013 | 2014 | 2015 |
| ---- | ---- | ---- | ---- | ---- | ---- | ---- | ---- | ---- | ---- | ---- |
| 4493 | 4562 | 4650 | 4742 | 4830 | 4927 | 5017 | 5116 | 5222 | 5325 | 5424 |

Согласно данным переписи 2005 года мужчины составляли 50,7 % от населения Сан-Каетано, женщины — соответственно 49,3 %. В расовом отношении белые и метисы составляли 99,6 % от населения города; негры, мулаты и райсальцы — 0,4 %.
Уровень грамотности среди всего населения составлял 86,6 %.

## Экономика
63,6 % от общего числа городских и муниципальных предприятий составляют предприятия торговой сферы, 30,5 % — предприятия сферы обслуживания, 6 % — промышленные предприятия.